# Copa del Generalísimo de fútbol 1958-59
La Copa del Generalísimo de fútbol 1958-59 fue la edición número 55 de dicha competición española. Contó con la participación de 48 equipos.

## Primera ronda
| Equipo 1                  | Agr. | Equipo 2                  | Ida | Vuelta |
| ------------------------- | ---- | ------------------------- | --- | ------ |
| CD Alavés                 | 1–5  | Cádiz CF                  | 1–1 | 0–4    |
| CD Badajoz                | 7–5  | Sestao SC                 | 5–3 | 2–2    |
| Baracaldo CF              | 3–5  | Córdoba CF                | 0–2 | 3–3    |
| CD Basconia               | 6–3  | CD Málaga                 | 2–2 | 4–1    |
| Club Atlético de Ceuta    | 3–5  | CD Condal                 | 3–4 | 0–1    |
| RC Deportivo de La Coruña | 6–4  | Club Atlético de Almería  | 3–0 | 3–4    |
| Elche CF                  | 7–4  | Gerona CF                 | 5–0 | 2–4    |
| CD Eldense                | 6–2  | Real Avilés CF            | 4–0 | 2–2    |
| Club Ferrol               | 3–4  | CF Extremadura            | 2–0 | 1–4    |
| Hércules CF               | 6–1  | AD Rayo Vallecano         | 5–0 | 1–1    |
| Real Jaén CF              | 1–5  | Real Valladolid Deportivo | 1–1 | 0–4    |
| Levante UD                | 5–4  | Tarrasa CF                | 4–2 | 1–2    |
| CD Sabadell CF            | 1–4  | Real Murcia CF            | 1–4 | 0–0    |
| CD San Fernando           | 2–3  | SD Indauchu               | 1–0 | 1–3    |
| Real Santander SD         | 1–2  | AD Plus Ultra             | 0–0 | 1–2    |
| Real Unión Club           | 2–2  | CD Tenerife               | 2–0 | 0–2    |

- Partido de desempate

| Equipo 1        | Resultado | Equipo 2    |
| --------------- | --------- | ----------- |
| Real Unión Club | 1–5       | CD Tenerife |

## Fase final

### Dieciseisavos de final
La ronda de los dieciseisavos de final tuvo lugar entre los días 26 de abril, los partidos de ida; y 3 de mayo de 1959, los de vuelta.
| Local ida                    | Resultado global         | Local vuelta              | Ida   | Vuelta |
| ---------------------------- | ------------------------ | ------------------------- | ----- | ------ |
| Club Atlético de Madrid      | 5 - 3                    | C. D. Basconia            | 5 - 1 | 0 - 2  |
| C. D. Badajoz                | 1 - 2                    | C. A. Osasuna             | 0 - 0 | 1 - 2  |
| C. F. Barcelona              | 3 - 2                    | Real Murcia C. F.         | 2 - 2 | 1 - 0  |
| Real Betis Balompié          | 6 - 4                    | C. D. Tenerife            | 6 - 1 | 0 - 3  |
| R. C. Celta de Vigo          | 3 - 3 (1 - 0, desempate) | C. D. Condal              | 2 - 2 | 1 - 1  |
| R. C. Deportivo de La Coruña | 3 - 2                    | Real Oviedo               | 1 - 0 | 2 - 2  |
| Club Deportivo Eldense       | 2 - 5                    | Atlético de Bilbao        | 0 - 3 | 2 - 2  |
| C. F. Extremadura            | 0 - 8                    | Real Madrid C. F.         | 0 - 5 | 0 - 3  |
| Real Gijón                   | 3 - 2                    | Real Valladolid Deportivo | 2 - 0 | 1 - 2  |
| Granada C. F.                | 9 - 6                    | Elche C. F.               | 8 - 1 | 1 - 5  |
| Hércules C. F.               | 1 - 2                    | R. C. D. Español          | 1 - 1 | 0 - 1  |
| S. D. Indauchu               | 2 - 2 (2 - 3, desempate) | Sevilla C. F.             | 2 - 2 | 0 - 0  |
| U. D. Las Palmas             | 2 - 3                    | Cádiz C. F.               | 2 - 1 | 0 - 2  |
| A. D. Plus Ultra             | 4 - 3                    | Real Sociedad de Fútbol   | 1 - 1 | 3 - 2  |
| Valencia C. F.               | 7 - 2                    | Córdoba C. F.             | 4 - 0 | 3 - 2  |
| Real Zaragoza                | 4 - 3                    | Levante U. D.             | 3 - 0 | 1 - 3  |

### Octavos de final
La ronda de los octavos de final tuvo lugar los días 10 de mayo, los partidos de ida; y 17 de mayo de 1959, los de vuelta.
| Local ida                    | Resultado global         | Local vuelta            | Ida   | Vuelta |
| ---------------------------- | ------------------------ | ----------------------- | ----- | ------ |
| Real Betis Balompié          | 3 - 0                    | R. C. Celta de Vigo     | 3 - 0 | 0 - 0  |
| R. C. Deportivo de La Coruña | 3 - 3 (1 - 2, desempate) | A. D. Plus Ultra        | 3 - 1 | 0 - 2  |
| R. C. D. Español             | 2 - 5                    | Club Atlético de Madrid | 1 - 0 | 1 - 5  |
| Real Gijón                   | 0 - 6                    | C. F. Barcelona         | 0 - 0 | 0 - 6  |
| Granada C. F.                | 10 - 3                   | Cádiz C. F.             | 6 - 0 | 4 - 3  |
| C. A. Osasuna                | 3 - 4                    | Sevilla C. F.           | 2 - 2 | 1 - 2  |
| Real Madrid C. F.            | 5 - 1                    | Atlético de Bilbao      | 4 - 1 | 1 - 0  |
| Real Zaragoza                | 1 - 3                    | Valencia C. F.          | 0 - 2 | 1 - 1  |

### Cuartos de final
La ronda de cuartos de final tuvo lugar entre los días 24 de mayo, los partidos de ida; y 31 de mayo de 1959, los de vuelta.
| Local ida           | Resultado global | Local vuelta            | Ida   | Vuelta |
| ------------------- | ---------------- | ----------------------- | ----- | ------ |
| Real Betis Balompié | 3 - 10           | C. F. Barcelona         | 0 - 6 | 3 - 4  |
| Real Madrid C. F.   | 3 - 2            | Sevilla C. F.           | 3 - 1 | 0 - 1  |
| A. D. Plus Ultra    | 2 - 7            | Granada C. F.           | 1 - 4 | 1 - 3  |
| Valencia C. F.      | 5 - 2            | Club Atlético de Madrid | 2 - 1 | 3 - 1  |

### Semifinales
La ronda de semifinales tuvo lugar entre el 7 de junio, los partidos de ida; y el 14 de junio de 1959, los de vuelta.
| Local ida         | Resultado global         | Local vuelta    | Ida   | Vuelta |
| ----------------- | ------------------------ | --------------- | ----- | ------ |
| Granada C. F.     | 1 - 1 (3 - 1, desempate) | Valencia C. F.  | 1 - 0 | 0 - 1  |
| Real Madrid C. F. | 3 - 7                    | C. F. Barcelona | 2 - 4 | 1 - 3  |

### Final
La final de la Copa del Generalísimo 1958-59 tuvo lugar el 21 de junio de 1959 en el estadio Santiago Bernabéu de Madrid.
| Domingo 21 de junio de 1959, 18:45 | C. F. Barcelona                                   | 4 - 1   | Granada C. F. | Estadio Santiago Bernabéu, Madrid                         |                                                           |
|                                    | Eulogio Martínez 2' · Kocsis 10' 76' · Tejada 67' | Reporte | Arsenio 58'   | Asistencia: 90 000 espectadores Árbitro(s): Manuel Asensi | Asistencia: 90 000 espectadores Árbitro(s): Manuel Asensi |

|                         |
| Campeón C. F. BARCELONA |
| 14.° título             |